# Double Springs
Double Springs es un pueblo ubicado en el condado de Winston en el estado estadounidense de Alabama. En el censo de 2000, su población era de 1003. 

## Demografía
En el 2000 la renta per cápita promedia del hogar era de $ 25.865$ , y el ingreso promedio para una familia era de 29.615$. El ingreso per cápita para la localidad era de 15.122$. Los hombres tenían un ingreso per cápita de 25.667$ contra 20.625$ para las mujeres.

## Geografía
Double Springs está situado en 34°9′6″N 87°24′16″O / 34.15167, -87.40444 (34.151642, -87.404390).
Según la Oficina del Censo de los EE. UU., la ciudad tiene un área total de 3.86 millas cuadradas (10.01 km ²).